# Vaginoplastika
Vaginoplastika neboli plastická operace pochvy je chirurgický zákrok, jehož cílem je úprava rozšířené vaginy a vaginálního vstupu. Zákrok trvá asi hodinu a rekonvalescence zhruba 6 týdnů. Vaginoplastiku vyhledávají ženy většinou po porodech, kdy řeší problém se ztrátou pružnosti tkání, bolestivostí v oblasti poporodních jizev, dále ženy s vrozenými deformitami nebo po úrazech a onemocněních v oblasti genitálu. Plastiku pochvy je možné spojit s plastikou hráze. Vaginoplastika se provádí v lokální nebo celkové anestezii. Při zákroku lékař odstraní jizvy po starších poraněních a poševnímu vchodu navrátí původní anatomické proporce, čímž se dosáhne zúžení vaginálního vstupu.

## Před operací
Podstoupení vaginoplastiky předchází konzultace s plastickým chirurgem, který rozhodne, zda je pro pacientku zákrok vhodný, vysvětlí operační postup, pooperační režim a informuje o předoperačních vyšetřeních, která si má zajistit.

## Po zákroku
Bolest po operaci se tlumí analgetiky, pomoci může i přikládání ledových obkladů na operovanou oblast. Podle toho, v jaké anestezii zákrok probíhal, zda v lokální nebo celkové, může pacientka odejít po dospání domů. Stehy se obvykle vstřebají za 10–14 dní, kontrola následuje po 7–10 dnech od zákroku. Velmi důležitá je intimní hygiena po operaci, je třeba operovaná místa omývat studenou vodou několikrát denně. Absence pohlavního styku po operaci je individuální, doporučení je vyčkat 6 týdnů.